# DJK SB Regensburg
Der DJK SB Regensburg ist ein Sportverein aus Regensburg mit mehreren Abteilungen. Bundesweit bekannt wurde die Damenmannschaft im Tischtennis, die in den 1970er Jahren in der Bundesliga spielte.
DJK steht für Deutsche Jugendkraft, siehe DJK-Sportverband, SB für „Sportbund“. Unter dem Namen SG Regensburg bildet die Handballabteilung derzeit eine Spielgemeinschaft mit dem SC Regensburg.

## Entstehung des Vereins
Der Verein DJK Sportbund wurde im November 1920 vom Theologen Hermann Hecht († 1962) gegründet. Im Laufe der Jahre entstanden in den verschiedenen Regensburger katholischen Pfarreien weitere DJK-Vereine, etwa DJK St.Anton (1927), DJK St. Emmeran, DJK Abteilung Dom, DJK St. Cäcilia. 1954 schlossen sich die DJK-Vereine südlich der Donau zum DJK St. Erhard zusammen, St. Cäcilia ging im DJK St.Anton auf.
Am 1. Juli 1967 fusionierten die Vereine DJK St. Erhard und DJK St.Anton zum neuen Verein DJK SB Regensburg.

## Tischtennis
Der Vorgängerverein DJK St. Erhard schloss sich im September 1955 dem Bayerischen Tischtennisverband als Mitglied an. Von Anfang an waren Damen- und Herrenmannschaften aktiv, in der Saison 1966/67 in der Oberliga, der seinerzeit höchsten deutschen Spielklasse, vertreten waren. Auch das Damenteam des damaligen Konkurrenzvereins DJK Anton Regensburg spielte 1965/66 in der Oberliga. Am Ende der Saison 1972/73 gelang den Damen der Aufstieg in die zweigeteilte Bundesliga, wo sie 1973/74 Platz sechs erreichten und ein Jahr später als Tabellenletzter abstiegen. 1977 verpassten sie in der Aufstiegsrunde zur Bundesliga den Wiederaufstieg. Daraufhin wurde die Damenmannschaft aus der Oberliga zurückgezogen. Von 1981 bis 1984 spielten sie nochmals in der 2. Bundesliga.
Auch das Herrenteam trat 2000/01 und 2001/02 in der 2. Bundesliga an und ging danach freiwillig in die Bayernliga zurück.
Für seine gute Jugendarbeit wurde der Verein 1993 mit dem Grünen Band ausgezeichnet.
In der Saison 2012/13 waren acht Herrenmannschaften (1. Mannschaft Bayernliga), drei Damenmannschaften (1. Mannschaft Oberliga) und vier Jugendmannschaften am Start.

## Handball
Der bisher größte Erfolg der Handballabteilung war die Nordbayerische Meisterschaft und die damit verbundene Aufstiegsrundenteilnahme zur 3. Liga (Handball).
Aktuell nimmt die Abteilung mit vier Herrenmannschaften, drei Damenteams und zwölf Nachwuchsmannschaften am Spielbetrieb des Bayerischen Handballverbandes (BHV) teil. Die erste Herrenmannschaft spielt 2022/23 in der viertklassigen Handball-Bayernliga und das 1. Damenteam in der Bezirksoberliga (Ostbayern). Die Handballer tragen ihre Heimspiele in der städtischen Sporthalle Nord aus.

### Erfolge
| - Bayerischer Vizemeister (4. Liga) 2023 - Nordbayerischer Meister (4. Liga) 2023 - Aufstieg in die Bayernliga (4. Liga) 2005, 2018 | - Nordbayerischer Landesligameister 2005 - Aufstieg in die Nordbayerische Landesliga 2014 - Ostbayerischer Meister 2014 |